# Кот, Адик
Адик Кот (нидерл. Adick Koot; род. 16 августа 1963, Эйндховен, Северный Брабант) — нидерландский футболист, защитник.

## Карьера

### Клубная
Адик Кот провёл основную часть своей карьеры игрока в родном городе в известном клубе ПСВ. Он сыграл более ста матчей за этот клуб в период с 1983 по 1991 годы. Главным достижением за это время является победа ПСВ в финале Кубка европейских чемпионов 1987/1988 годов против лиссабонской «Бенфики». С ПСВ он несколько раз становился чемпионом Нидерландов, а также завоевывал кубок страны.
В 1991 году Кот переходит во французский клуб «Канн», в составе которого он будет до 1998 года. В сезоне 1997/98 он будет играющим тренером команды. Однако, заняв последнее место по итогам чемпионата, он покидает клуб.
В 1998 году он переходит в «Лилль», где после одного сезона завершает карьеру игрока.

### Сборная
Адик Кот играл за сборную Нидерландов в 1988 и 1989 годах. За эти два года он участвовал в трёх играх команды, в которых не забил ни одного гола.

## Статистика

### Матчи Кота за сборную Нидерландов
| Матчи Кота за сборную Нидерландов | Матчи Кота за сборную Нидерландов | Матчи Кота за сборную Нидерландов | Матчи Кота за сборную Нидерландов | Матчи Кота за сборную Нидерландов | Матчи Кота за сборную Нидерландов |
| --------------------------------- | --------------------------------- | --------------------------------- | --------------------------------- | --------------------------------- | --------------------------------- |
| №                                 | Дата                              | Соперник                          | Счёт                              | Голы Кота                         | Соревнование                      |
| 1                                 | 23 марта 1988                     | Англия                            | 2:2                               | —                                 | Товарищеский матч                 |
| 2                                 | 16 ноября 1988                    | Италия                            | 0:1                               | —                                 | Товарищеский матч                 |
| 3                                 | 11 октября 1989                   | Уэльс                             | 2:1                               | —                                 | Чемпионат мира 1990 (отбор)       |

Итого: 3 матча / 0 голов; 1 победа, 1 ничья, 1 поражение.

## Достижения
ПСВ
- Обладатель Кубка европейских чемпионов: 1987/88
- Чемпион Нидерландов: 1985/86, 1986/87, 1987/88, 1988/89, 1990/91
- Обладатель Кубка Нидерландов: 1987/88, 1988/89, 1989/90